# رود ارغنداب
رودخانهٔ اَرغَنداب (اوستایی: Xᵛarənahvaitī/خوَرِه‌نَوَیتی؛ لاتین: Arachotus/آراخوتوس؛ انگلیسی: Arghandab) رودخانه‌ای است که ولایت غزنی منبع گرفته پس از عبور از ولایت قندهار در ولایت هلمند به رود هلمند می‌پیوندد.
درازای رود ارغنداب حدود ۴۰۰ کیلومتر است. سرچشمه آن از هزاره‌جات و شمال غرب سنگماشه مرکز جاغوری است و از آن‌جا، به سمت جنوب غرب جریان دارد و از نزدیکی شهر قندهار عبور می‌کند و سپس در ۳۰ کیلومتری پایین گرشک به هلمند می‌ریزد. ارغنداب در پایین‌دست خود برای آبیاری بسیار استفاده می‌شود و تحت کنترل سازمان عمران دره هلمند و ارغنداب قرار دارد. این دره مزروعی و پرجمعیت است. با این حال گفته می‌شود که آب آن تا حدی شورمزه است.

## نام
مردمان باستان که پیرامون سه هزار سال پیش برای سکونت به این منطقه رسیدند این رود را به نام رود افسانه‌ای در داستان‌های باستان یعنی رود هَرَهُوَتی نامیدند. این نام به مرور به صورت ارغند درآمد و سپس ارغنداب نامیده شد.
برخی نام این رود را مرکب از دو کلمه «ارغند» (به معنای خشمگین) و «آب» می‌دانند که معنی رود خشمگین را می‌رساند.

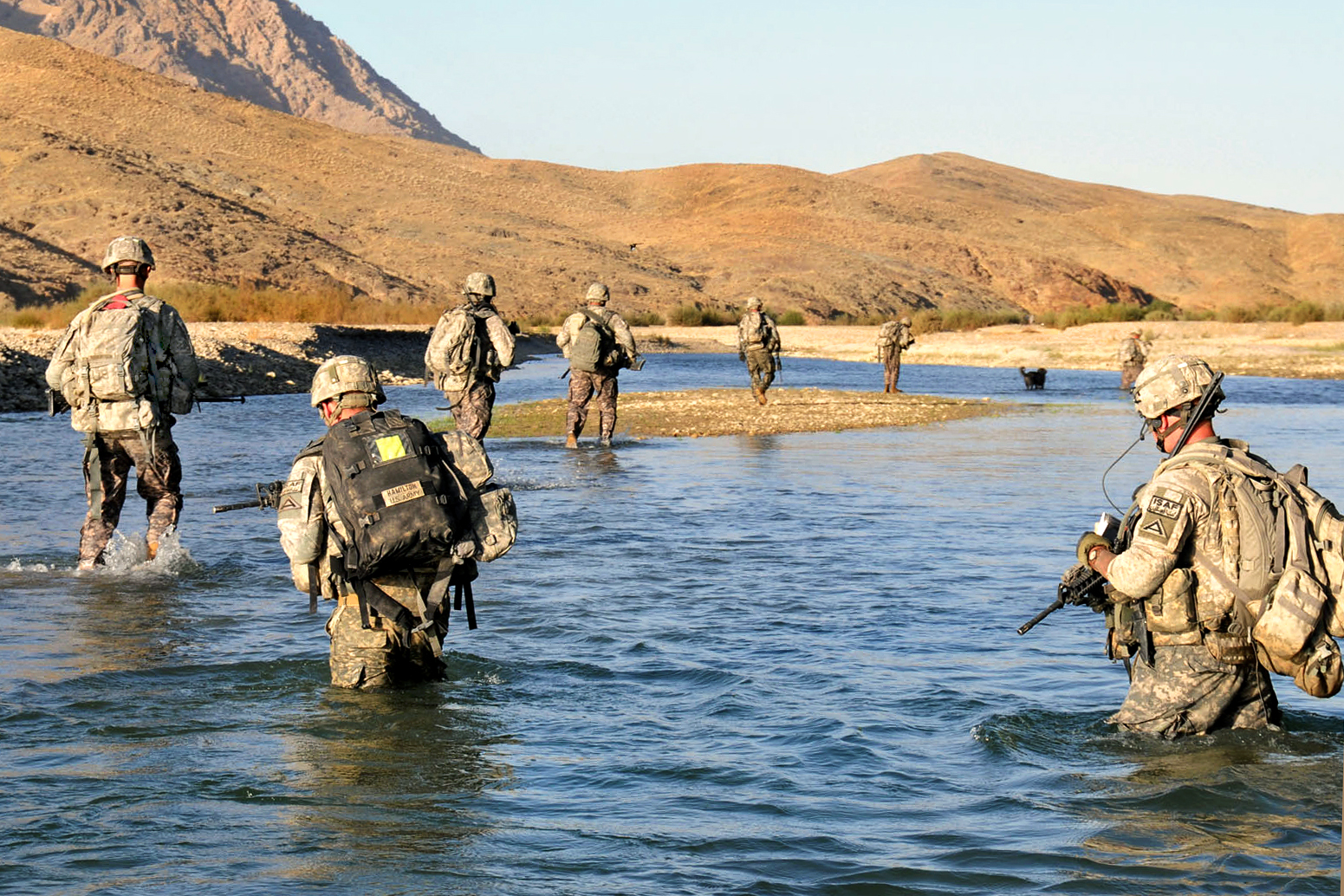
سربازان ارتش ایالات متحده آمریکا در حال عبور از رود ارغنداب برای رسیدن به پلیس افغانستان در عملیاتی بشردوستانه

سرزمینی که گذرگاه آن است رُخَج نام دارد که این نام نزد تاریخ‌دانان و گیتاشناسان قدیم یونان آراخوزیا تلفظ می‌شد.
جای تردید است که آیا رود رخج باستان را باید با ارغنداب یکی دانست یا با ریزابه اصلی آن تَرناک که در ۵۰ کیلومتری سمت چپ جنوب غربی قندهار به آن می‌پیوندد. ترناک که در جنوب قندهار جریان دارد، با طول آن حدود ۳۲۰ کیلومتر، از ارغنداب بسیار کوتاه‌تر و کم‌حجم‌تر است.

## جغرافیا
این دریا از نشیبی های رشته کوه بابا و از سطح مرتفع ناور منبع گرفته ابتدا به سمت شمال و سپس به استقامت جنوب به حرکت می افتد. آب ارغنداب بیشترین استفاده توسط زمین کشاورزی مجاور میشود و با اعمار بند ارغنداب بازدهی کشاورزی منطقه را زیادتر نموده است. بقیه آب این دریا پس از عبور از شهر قندهار با ترناک رود و رود ارغستان یکجا گردیده و در سی کیلومتری جنوب شهر گرشک و در مجاورت قلعه باستانی بست به هیرمند می ریزد.